# Сан-Педру-да-Серра (Риу-Гранди-ду-Сул)
Сан-Педру-да-Серра (порт. São Pedro da Serra)  —  муниципалитет в Бразилии, входит в штат Риу-Гранди-ду-Сул. Составная часть мезорегиона Агломерация Порту-Алегри. Входит в экономико-статистический  микрорегион Монтенегру. Население составляет 3389 человек на 2006 год. Занимает площадь 35,383 км². Плотность населения — 95,8 чел./км².

## История
Город основан 20 марта 1992 года. 

## Статистика
- Валовой внутренний продукт на 2003 составляет 26.826.305,00 реалов (данные: Бразильский институт географии и статистики).
- Валовой внутренний продукт на душу населения на 2003 составляет 8.546,13 реалов (данные: Бразильский институт географии и статистики).
- Индекс развития человеческого потенциала на 2000 составляет 0,823 (данные: Программа развития ООН).